# Estados Unidos en la Copa Mundial de Fútbol de 1990
La Selección de Estados Unidos fue uno de los 24 participantes en el Mundial de Fútbol de 1990 que se realizó en Italia.
El equipo norteamericano quedó en el Grupo A con el local Italia, Austria y Checoslovaquia. La selección perdió todos sus partidos en su grupo y quedó eliminado del mundial.
También, marcó el regreso de la selección estadounidense después de 40 años sin clasificar a una cita mundialista, la última en participar fue en el mundial de Brasil 1950.

## Clasificación

### Segunda fase preliminar
| Fecha                | Lugar    |                |                           | Resultado |                           |                |
| -------------------- | -------- | -------------- | ------------------------- | --------- | ------------------------- | -------------- |
| 24 de julio de 1988  | Kingston | Jamaica        | Bandera de Jamaica        | 0:0       | Bandera de Estados Unidos | Estados Unidos |
| 13 de agosto de 1988 | San Luis | Estados Unidos | Bandera de Estados Unidos | 5:1       | Bandera de Jamaica        | Jamaica        |

### Fase final
| Equipo            | Pts | PJ | PG | PE | PP | GF | GC | Dif |
| ----------------- | --- | -- | -- | -- | -- | -- | -- | --- |
| Costa Rica        | 11  | 8  | 5  | 1  | 2  | 10 | 6  | 4   |
| Estados Unidos    | 11  | 8  | 4  | 3  | 1  | 6  | 3  | 3   |
| Trinidad y Tobago | 9   | 8  | 3  | 3  | 2  | 7  | 5  | 2   |
| Guatemala         | 3   | 6  | 1  | 1  | 4  | 4  | 7  | -3  |
| El Salvador       | 2   | 6  | 0  | 2  | 4  | 2  | 8  | -6  |

| Fecha                    | Lugar                  |                   |                              | Resultado |                              |                   |
| ------------------------ | ---------------------- | ----------------- | ---------------------------- | --------- | ---------------------------- | ----------------- |
| 16 de abril de 1989      | San José               | Costa Rica        | Bandera de Costa Rica        | 1:0       | Bandera de Estados Unidos    | Estados Unidos    |
| 30 de abril de 1989      | San Luis               | Estados Unidos    | Bandera de Estados Unidos    | 1:0       | Bandera de Costa Rica        | Costa Rica        |
| 13 de mayo de 1989       | Torrance               | Estados Unidos    | Bandera de Estados Unidos    | 1:1       | Bandera de Trinidad y Tobago | Trinidad y Tobago |
| 17 de junio de 1989      | Nueva Bretaña          | Estados Unidos    | Bandera de Estados Unidos    | 2:1       | Bandera de Guatemala         | Guatemala         |
| 17 de septiembre de 1989 | Tegucigalpa (Honduras) | El Salvador       | Bandera de El Salvador       | 0:1       | Bandera de Estados Unidos    | Estados Unidos    |
| 8 de octubre de 1989     | Ciudad de Guatemala    | Guatemala         | Bandera de Guatemala         | 0:0       | Bandera de Estados Unidos    | Estados Unidos    |
| 5 de noviembre de 1989   | Fenton                 | Estados Unidos    | Bandera de Estados Unidos    | 0:0       | Bandera de El Salvador       | El Salvador       |
| 19 de noviembre de 1989  | Puerto España          | Trinidad y Tobago | Bandera de Trinidad y Tobago | 0:1       | Bandera de Estados Unidos    | Estados Unidos    |

## Jugadores
Entrenador:  Bob Gansler
| No. | Pos. | Jugador              | Fecha de nacimiento (edad)         | Apa. | Club                      |
| --- | ---- | -------------------- | ---------------------------------- | ---- | ------------------------- |
| 1   | POR  | Tony Meola           | 21 de febrero de 1969 (21 años)    | 17   | Virginia Cavaliers        |
| 2   | DEF  | Steve Trittschuh     | 24 de abril de 1965 (25 años)      | 29   | Tampa Bay Rowdies         |
| 3   | DEF  | John Doyle           | 16 de marzo de 1966 (24 años)      | 21   | S.F. Bay Blackhawks       |
| 4   | DEF  | Jimmy Banks †        | 2 de septiembre de 1964 (25 años)  | 26   | Milwaukee Wave            |
| 5   | DEF  | Mike Windischmann    | 6 de diciembre de 1965 (24 años)   | 42   | Albany Capitals           |
| 6   | MED  | John Harkes          | 8 de marzo de 1967 (23 años)       | 28   | Albany Capitals           |
| 7   | MED  | Tab Ramos            | 21 de septiembre de 1966 (23 años) | 23   | Figueres                  |
| 8   | DEF  | Brian Bliss          | 28 de septiembre de 1965 (24 años) | 23   | Albany Capitals           |
| 9   | DEL  | Christopher Sullivan | 18 de abril de 1965 (25 años)      | 15   | Győri                     |
| 10  | DEL  | Peter Vermes         | 21 de noviembre de 1966 (23 años)  | 20   | Volendam                  |
| 11  | DEL  | Eric Wynalda         | 9 de junio de 1969 (20 años)       | 13   | S.F. Bay Blackhawks       |
| 12  | DEF  | Paul Krumpe          | 4 de marzo de 1963 (27 años)       | 16   | Real Santa Barbara        |
| 13  | DEL  | Eric Eichmann        | 7 de mayo de 1965 (25 años)        | 21   | Fort Lauderdale Strikers  |
| 14  | MED  | John Stollmeyer      | 25 de octubre de 1962 (27 años)    | 28   | Washington Stars          |
| 15  | DEF  | Desmond Armstrong    | 2 de noviembre de 1964 (25 años)   | 14   | Baltimore Blast           |
| 16  | DEL  | Bruce Murray         | 25 de enero de 1966 (24 años)      | 38   | Washington Stars          |
| 17  | DEF  | Marcelo Balboa       | 8 de agosto de 1967 (22 años)      | 18   | San Diego Nomads          |
| 18  | POR  | Kasey Keller         | 29 de noviembre de 1969 (20 años)  | 6    | Portland Timbers          |
| 19  | MED  | Chris Henderson      | 11 de diciembre de 1970 (19 años)  | 5    | UCLA Bruins               |
| 20  | MED  | Paul Caligiuri       | 9 de marzo de 1964 (26 años)       | 33   | SV Meppen                 |
| 21  | MED  | Neil Covone          | 31 de agosto de 1969 (20 años)     | 5    | Wake Forest Demon Deacons |
| 22  | POR  | David Vanole †       | 6 de febrero de 1963 (27 años)     | 13   | Los Angeles Heat          |

## Partidos de la Selección en el Mundial de 1990

### Primera fase

#### Grupo A
| Equipo         | Pts | PJ | PG | PE | PP | GF | GC | Dif |
| -------------- | --- | -- | -- | -- | -- | -- | -- | --- |
| Italia         | 6   | 3  | 3  | 0  | 0  | 4  | 0  | 4   |
| Checoslovaquia | 4   | 3  | 2  | 0  | 1  | 6  | 3  | 3   |
| Austria        | 2   | 3  | 1  | 0  | 2  | 2  | 3  | -1  |
| Estados Unidos | 0   | 3  | 0  | 0  | 3  | 2  | 8  | -6  |

| 10 de junio de 1990, 17:00 | Estados Unidos | 1:5 (0:2) | Checoslovaquia                                                | Stadio Artemio Franchi, Florencia                                       |                                                                         |
|                            | Caligiuri 60'  | Reporte   | Skuhravý 26', 78' · Bílek 40' (pen.) · Hašek 50' · Luhový 90' | Asistencia: 33.266 espectadores Árbitro(s): Kurt Roethlisberger (Suiza) | Asistencia: 33.266 espectadores Árbitro(s): Kurt Roethlisberger (Suiza) |

| 14 de junio de 1990, 21:00 | Italia       | 1:0 (1:0) | Estados Unidos | Stadio Olimpico di Roma, Roma                                        |                                                                      |
|                            | Giannini 11' | Reporte   |                | Asistencia: 73.423 espectadores Árbitro(s): Edgardo Codesal (México) | Asistencia: 73.423 espectadores Árbitro(s): Edgardo Codesal (México) |

| 19 de junio de 1990, 21:00 | Austria               | 2:1 (0:0) | Estados Unidos | Stadio Artemio Franchi, Florencia                                   |                                                                     |
|                            | Ogris 49' · Rodax 63' | Reporte   | Murray 83'     | Asistencia: 34.857 espectadores Árbitro(s): Jamal Al Sharif (Siria) | Asistencia: 34.857 espectadores Árbitro(s): Jamal Al Sharif (Siria) |